# Teddy Soeriaatmadja
Teddy Soeriaatmadja, né le 7 février 1975 à Kobe, est un réalisateur indonésien.

## Biographie

### Jeunesse et formation
Né à Kobe d'un père qui travaillait comme ambassadeur d'Indonésie en Australie. Il grandit en Australie et étudié à l'Université du Pays de Galles, Newport.
Durant ses années d'université, il écrit son premier scénario après avoir vu Reservoir Dogs de Quentin Tarantino.
En 1996, après avoir terminé son master. Il rentre en Indonésie, où il travaille pendant un an dans une entreprise de boissons gazeuses.

### Carrière
Il commence à travailler sur son premier court-métrage, intitulé Culik. Il reçoit des fonds supplémentaires du festival du film de Göteborg et du festival international du film de Jakarta. Il rencontre les réalisateurs Mira Lesmana et Riri Riza, qui facilitent son travail.
En 2009, il réalise Ruma Maida avec un scénario d'Ayu Utami. Il obtient une nomination pour le prix du Meilleur Réalisateur au festival du film indonésien de 2009.
Deux ans plus tard, il sort Lovely Man, un film sur un transsexuel.

### Vie personnelle
Il est marié à l'actrice Raihaanun (en) de 2007 à 2023. Il est père d'une fille.

## Filmographie

### Cinéma
- 2009 : Ruma Maida
- 2011 : Lovely Man
- 2021 : Innocent Vengeance (en)
- 2023 : The Architecture of Love (en)
- 2024 : All We Need Is Time (en)